# Структурная теорема графов
Структурная теорема графов — фундаментальный результат в теории графов. Результат устанавливает глубокую связь между теорией миноров графов и топологическими вложениями. Теорема была сформулирована в 18 статьях из серии 23 статей Нейла Робертсона и Пола Сеймура. Каварабайаши, Мохар и Ловаш провели обзор теоремы в доступном для неспециалистов виде, описав теорему и её следствия.

## Начала и мотивация теоремы
Минор графа {\displaystyle G} — это любой граф {\displaystyle H}, изоморфный графу, который можно получить из подграфа графа {\displaystyle G} стягиванием некоторых рёбер. Если {\displaystyle G} не имеет графа {\displaystyle H} в качестве минора, то мы говорим, что {\displaystyle G} является {\displaystyle H}-свободным. Пусть {\displaystyle H} — фиксированный граф. Интуитивно, если {\displaystyle G} является большим {\displaystyle H}-свободным графом, то должна быть какая-то «хорошая причина» для этого. Структурная теорема графов даёт такую «хорошую причину» в форме «грубого» описания структуры графа {\displaystyle G}. По существу, любой {\displaystyle H}-свободный граф {\displaystyle G} имеет один или два структурных дефекта — либо {\displaystyle G} «слишком тонок», чтобы содержать {\displaystyle H} в качестве минора, либо {\displaystyle G} может быть (почти) топологически вложен в поверхность, которая слишком проста для вложения минора {\displaystyle H}. Первая причина возникает, когда {\displaystyle H} планарен, а обе причины возникают в случае непланарности {\displaystyle H}. Сначала уточним эти понятия.

### Древесная ширина
Древесная ширина графа {\displaystyle G} — это положительное целое число, определяющее «тонкость» графа {\displaystyle G}. Например, связный граф {\displaystyle G} имеет древесную ширину единица тогда и только тогда, когда он является деревом, и {\displaystyle G} имеет древесную ширину два тогда и только тогда, когда он является параллельно-последовательным графом. Интуитивно ясно, что большой граф {\displaystyle G} имеет маленькую древесную ширину тогда и только тогда, когда {\displaystyle G} принимает структуру большого дерева, в котором узлы и рёбра заменены маленькими графами. Мы дадим точное определение древесной ширины в подсекции относительно сумм по кликам. Существует теорема, что если {\displaystyle H} является минором графа {\displaystyle G}, то древесная ширина {\displaystyle H} не превосходит древесной ширины {\displaystyle G}. Таким образом, «хорошей причиной» для {\displaystyle G} быть {\displaystyle H}-свободным является не очень большая древесная ширина {\displaystyle G}. Структурная теорема графов имеет следствием, что эта причина всегда применима в случае планарности {\displaystyle H}.
Следствие 1. Для любого планарного графа {\displaystyle H} существует положительное целое {\displaystyle k}, такое, что любой {\displaystyle H}-свободный граф имеет древесную ширину, меньшую {\displaystyle k}.
Значение {\displaystyle k} в следствии 1, как правило, много больше древесной ширины {\displaystyle H} (имеется замечательное исключение, когда {\displaystyle H=K_{4}}, то есть {\displaystyle H} равен полному графу из четырёх вершин, для которого {\displaystyle k=3}). Это одна из причин, по которой говорят, что структурная теорема описывает «грубую структуру» {\displaystyle H}-свободных графов.

### Вложение в поверхности
Грубо говоря, поверхность — это множество точек с локальной топологической структурой в виде диска. Поверхности распадаются на два бесконечных семейства — ориентируемые поверхности включают сферу, тор, двойной тор и т.д. Неориентируемые поверхности включают вещественную проективную плоскость, бутылку Клейна и т.д. Граф вкладывается в поверхность, если его можно нарисовать на поверхности в виде множества точек (вершин) и дуг (рёбер) так, что они не пересекают и не касаются друг друга, за исключением случаев, когда вершины и рёбра инцидентны или смежны. Граф планарен, если он вложим в сферу. Если граф {\displaystyle G} вкладывается в определённую поверхность, то любой минор графа {\displaystyle G} также вложим в ту же поверхность. Таким образом, "хорошей причиной" для графа {\displaystyle G} быть {\displaystyle H}-свободным является возможность вложения графа {\displaystyle G} в поверхность, в которую {\displaystyle H} вложить нельзя.
Если {\displaystyle H} не планарен, структурная теорема графов может рассматриваться как сильное обобщение теоремы Понтрягина — Куратовского. Версия этой теоремы, доказанная Вагнером, утверждает, что если граф {\displaystyle G} является как {\displaystyle K_{5}}-свободным, так и {\displaystyle K_{3,3}}-свободным, то {\displaystyle G} планарен. Эта теорема даёт "хорошую причину" для графа {\displaystyle G} не содержать {\displaystyle K_{5}} или {\displaystyle K_{3,3}} в качестве миноров. Конкретнее, {\displaystyle G} вкладывается в сферу, в то время как ни {\displaystyle K_{5}}, ни {\displaystyle K_{3,3}} в сферу вложить нельзя. Понятия "хорошая причина" недостаточно для структурной теоремы графов. Требуются ещё два понятия — суммы по клике и вихри.

### Суммы по клике
Клика в графе {\displaystyle G} — это любое множество вершин, которые попарно смежны друг другу в {\displaystyle G}. Для неотрицательного целого {\displaystyle k} {\displaystyle k}-кликовая сумма двух графов {\displaystyle G} и {\displaystyle K} — это любой граф, полученный выбором в графах {\displaystyle G} и {\displaystyle K} клик размером {\displaystyle m\leq k} для некоторого неотрицательного m, отождествлением этих двух клик в одну клику (размером m) и удалением некоторого (возможно, нулевого) числа рёбер в этой новой клике.
Если {\displaystyle G_{1}}, {\displaystyle G_{2}}, ..., {\displaystyle G_{n}} — список графов, можно получить новый граф путём объединения графов из списка с помощью сумм по {\displaystyle k}-кликам. То есть создаём {\displaystyle k}-кликовую сумму графа {\displaystyle G_{1}} и {\displaystyle G_{2}}, затем создаём {\displaystyle k}-кликовую сумму графа {\displaystyle G_{3}} с предыдущим результирующим графом, и т.д. Граф имеет древесную ширину, не превосходящую {\displaystyle k}, если он может быть получен как {\displaystyle k}-кликовая сумма некоторого списка графов, в котором каждый граф имеет максимум {\displaystyle k+1} вершин.
Следствие 1 показывает нам, что {\displaystyle k}-кликовые суммы малых графов описывают грубую структуру {\displaystyle H}-свободных графов в случае планарности {\displaystyle H}. Если {\displaystyle H} непланарен, мы вынуждены рассматривать также {\displaystyle k}-кликовые суммы графов, каждый из которых вложим в поверхность. Следующий пример с {\displaystyle H=K_{5}} иллюстрирует этот момент. Граф {\displaystyle K_{5}} можно вложить в любую поверхность, за исключением сферы. Однако существуют {\displaystyle K_{5}}-свободные графы, которые далеко не планарны. В частности, 3-кликовая сумма любого списка планарных графов даёт {\displaystyle K_{5}}-свободный граф. Вагнер определил точную структуру {\displaystyle K_{5}}-свободных графов как часть группы результатов, известных под названием теорема Вагнера:
Теорема 2. Если {\displaystyle G} свободен от {\displaystyle K_{5}}, то {\displaystyle G} можно получить как 3-кликовые суммы списка планарных графов и копий некоторого специфичного непланарного графа с 8 вершинами.
Заметим, что Теорема 2 является точной структурной теоремой, поскольку в точности определяет структуру {\displaystyle K_{5}}-свободных графов. Такие результаты редки в теории графов. Структурная теорема графов не является точной в том смысле, что для большинства графов {\displaystyle H} структурное описание {\displaystyle H}-свободных графов включает некоторые графы, не являющиеся {\displaystyle H}-свободными.

### Вихри (грубое описание)
Имеется искушение предположить, что выполняется аналог теоремы 2 для графов {\displaystyle H}, отличных от {\displaystyle K_{5}}. Возможно, это звучало бы так: "Для любого непланарного графа {\displaystyle H} существует положительное число {\displaystyle k}, такое, что каждый {\displaystyle H}-свободный граф может быть получен в виде {\displaystyle k}-кликовой суммы списка графов, каждый из которых либо имеет не более {\displaystyle k} вершин, либо вкладываем в некоторую поверхность, в которую {\displaystyle H} вложить нельзя". Данное утверждение слишком просто, чтобы быть правдой. Мы должны позволить каждому вложенному графу {\displaystyle G_{i}} "мошенничать" двумя ограниченными способами. Во-первых, мы должны разрешить в ограниченном числе мест на поверхности добавление некоторых новых вершин и рёбер, которым разрешено пересекаться в некоторой ограниченной сложности. Такие места называются вихрями. "Сложность" вихря ограничена параметром, называемым его глубиной, которая тесно связана с путевой шириной графа. Читатель может пропустить чтение точного определения вихря глубины {\displaystyle k} в следующем разделе. Во-вторых, мы должны позволить добавлять ограниченное число новых вершин для вложенных графов с вихрями.

### Вихри (точное определение)
Грань вложенного графа — это открытая 2-ячейка поверхности, не пересекающаяся с графом, но границы которой являются объединением некоторых рёбер вложенного графа. Пусть {\displaystyle F} — грань вложенного графа {\displaystyle G} и пусть {\displaystyle v_{0},v_{1},...,v_{n-1},v_{n}=v_{0}} — вершины, лежащие на границе {\displaystyle F} (в порядке цикла). Цикловой интервал для {\displaystyle F} — это набор вершин вида {\displaystyle \{v_{a},v_{a+1},...,v_{a+s}\}}, где {\displaystyle a} и {\displaystyle s} — целые числа, и где индекс берётся по модулю {\displaystyle n}. Пусть {\displaystyle \Lambda } — это конечный список цикловых интервалов для {\displaystyle F}. Построим новый граф следующим образом. Для каждого циклового интервала {\displaystyle L} из {\displaystyle \Lambda } добавляем новую вершину {\displaystyle v_{L}}, соединённую с некоторым числом (возможно, нулевым) вершин из {\displaystyle L}. Для каждой пары {\displaystyle \{L,M\}} интервалов в {\displaystyle \Lambda } мы можем добавить ребро, соединяющее {\displaystyle v_{L}} с {\displaystyle v_{M}}, если {\displaystyle L} и {\displaystyle M} имеют непустое пересечение. Говорят, что образованный граф получен из графа {\displaystyle G} добавлением вихря глубины, не превосходящей {\displaystyle k} (к грани {\displaystyle F}), если никакая вершина на границе {\displaystyle F} не появляется в более чем {\displaystyle k} интервалах из {\displaystyle \Lambda }.

## Утверждение структурной теоремы графов
Структурная теорема графов. Для любого графа {\displaystyle H} существует положительное целое {\displaystyle k}, такое, что любой {\displaystyle H}-свободный граф может быть получен следующим образом:
1. Начинаем со списка графов, где каждый граф из списка вложен в поверхность, в которую {\displaystyle H} вложить нельзя.
2. К каждому вложенному графу из списка добавляем не более {\displaystyle k} вихрей и каждый вихрь имеет глубину, не превосходящую {\displaystyle k}.
3. К каждому полученному графу добавляем не более {\displaystyle k} новых вершин (называемых верхушками и добавляем некоторое число рёбер, которые имеют, по крайней мере, один конец в верхушке.
4. Наконец, соединяем с помощью {\displaystyle k}-кликовых сумм получившийся список графов.

Заметим, что шаги 1 и 2 дают пустые графы, если граф {\displaystyle H} планарен, но ограниченное число вершин, добавляемых на шаге 3, делает утверждение совместимым со Следствием 1.

## Уточнения
Усиленные версии структурной теоремы графов возможны в зависимости от множества {\displaystyle H} запрещённых миноров. Например, если один из графов в {\displaystyle H} планарен, то любой {\displaystyle H}-свободный граф имеет древесную декомпозицию ограниченной ширины. Эквивалентно он может быть представлен как сумма по клике графов постоянного размера. Если один из графов {\displaystyle H} может быть нарисован в плоскости с одним пересечением, то {\displaystyle H}-минорно-свободные графы допускают разложение на кликовую сумму графов с постоянным размером и графов с ограниченным родом (не используя вихри)). Известны также различные усиления, если один из графов {\displaystyle H} является верхушечным графом.